# First Eastern Women's Congress
First Eastern Women's Congress, även känd som General Congress of Oriental Women och Oriental Women's Congress var en internationell konferens som ägde rum i Damaskus i Syrien 3-10 juli 1930.  Den samlade kvinnoorganisationer och representanter från Mellanöstern och Asien. Konferensen arrangerades av  General Union of Syrian Women under ledarskap av Nour Hamada. 

## Historik
Den syriska kvinnorörelsen, representerat av General Union of Syrian Women, gick med i International Woman Suffrage Alliance år 1929, och medverkade samma år i denna förenings internationella konferens i Berlin, 11th Conference of the International Woman Suffrage Alliance.  Idén uppkom då att arrangera en internationella konferens för Asiens kvinnoföreningar, för att organisera sig internationellt på samma sätt som Västerlandets kvinnoföreningar hade gjort. Kongressen var banbrytande och den första i sitt slag i Mellanöstern.
Konferensen tog emot delegater från Indien, Irak, Turkiet, Arabiska halvön, Libanon och Syrien. Bland de frågor som fördes fram var kvinnors rätt att arbeta sida vid sida med män; att män och kvinnor skulle få lära känna varandra före giftermålet; att uppmuntra hemindustri i form av hantverk för att hjälpa kvinnor tjäna egna pengar; och införa obligatorisk grundskola för flickor.
På 1930 års konferens under ledning av Hamada togs resolutioner om en äktenskapsreform, rätten till utbildning, stöd för kvinnors hemindustri, för att gynna mödrar för nationens väl och på det sättet uppnå medborgarskap: "What is required for women to progress is that they become perfectly educated; this education is necessary for women as much as for children.... Nothing more than ignorance blocks progress and the happiness of men and women. When women know how to raise children, they can demand from men their rights and taken them in hand", och begära rösträtten genom att bidra till social framgång.
Om 1930 års First Eastern Women's Congress sade en delegat: "rumours everywhere that the goals of it were a revolt agains the veil, demands for rights, and a call for war against men. The conference, I assure you, did not seek anything of the sort. Our conferens was social more than feminist. We limited our discussions to the conditions of society and the family only".
Den följdes av Second Eastern Women's Congress i Teheran i Iran 1932   och Third Eastern Women's Congress i Bagdad.